# Dìzàng (mont Jiuhua)
Le Dìzàng du mont Jiuhua est une statue de 76 mètres de haut d'un Kshitigarbha debout qui se trouve à Xian de Qingyang, à Chizhou, dans la province de l'Anhui, en Chine.
La construction de la statue a été terminée en 2012.  Elle repose sur une base de 23 mètres de haut, conduisant à une hauteur totale de 99 mètres du monument. Elle est en 2019 la quinzième plus grande statue au monde[réf. nécessaire].